# بيدرو لوبو
بيدرو لوبو (بالبرتغالية: Pedro Lobo‏) هو مصور ورسام برازيلي، ولد في 1954.